# Église Saint-Martin d'Achères
Pour les articles homonymes, voir Église Saint-Martin.
L'église Saint-Martin est une église catholique située dans la commune d'Achères, dans le département des Yvelines, en France.

## Localisation
Elle est située avenue de Stalingrad, dans le centre-ville.

## Historique
Une église de ce vocable est attestée à cet endroit en 997. Elle est remplacée par un nouvel édifice, construit entre 1180 et 1212.
Elle est pillée entre 1793 et 1794, et tout le mobilier ainsi que deux pierres tombales disparaissent.
En 1832, le cimetière qui l'entourait est déplacé square de Verdun.
La tour-clocher est restaurée en 1904.
En 1992, ses huit-cents ans sont officiellement célébrés en présence d'Éric Aumonier, évêque de Versailles. Cet anniversaire qui, jusqu'au XIXe siècle était fêté par une procession, fixe la date symbolique de création de la paroisse en 1192.
En 2012, le tableau Le Christ aux outrages, datant du XIXe siècle, est restauré.
Le 31 janvier 2021, l'émission de télévision Le Jour du Seigneur retransmet la messe dominicale,.

## Description
Le clocher, d'une hauteur de vingt-sept mètres, comporte huit ouvertures en plein cintre, dont les angles sont ornés de colonnettes. Une horloge y a été installée en 1870. Le toit est soutenu par des effigies de pierre représentant des têtes humaines et animales.
Le portail, édifié à une date ultérieure, peut être considéré de style classique.
En 1872, plusieurs vitraux sont offerts par la famille Paquet, fidèles de la paroisse. Un bas-côté lui a été adjoint en 1876. D'autres vitraux datent de 1889.